# عطية سلطان
عطية سلطان (بالتركية الحديثة: Atiye Sultan) ـ (2 يناير 1824 ـ 11 أغسطس 1850) هي أميرة عثمانية، ابنة السلطان محمود الثاني من زوجته برويز فلك قادين أفندي، والأخت غير الشقيقة للسلطانين عبد المجيد الأول وعبد العزيز.
تزوجت عطية سلطان من المشير أحمد فتحي باشا في 8 أغسطس 1840، وأنجبت منه ابنتين هما سنية هانم سلطان (3 أكتوبر 1843 ـ 10 ديسمبر 1910) وفريدة هانم سلطان (30 مايو 1847 ـ 1920)، وعقب وفاتها في 11 أغسطس 1850، عاد أحمد فتحي باشا إلى زوجته السابقة شمس نور هانم.